# Jabal Ţawīl
Jabal Ţawīl är ett berg i Egypten.   Det ligger i guvernementet Al-Bahr al-Ahmar, i den sydöstra delen av landet, 900 km söder om huvudstaden Kairo. Toppen på Jabal Ţawīl är 490 meter över havet.
Terrängen runt Jabal Ţawīl är huvudsakligen platt, men västerut är den kuperad.  Trakten runt Jabal Ţawīl är nära nog obefolkad, med mindre än två invånare per kvadratkilometer. Det finns inga samhällen i närheten. Trakten runt Jabal Ţawīl är ofruktbar med lite eller ingen växtlighet.